# Zhulong

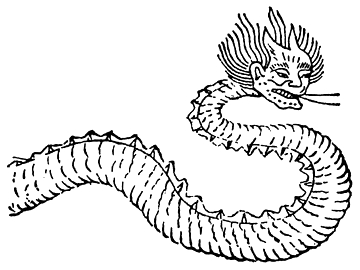
Wizerunek Zhulonga z XVII-wiecznego wydania Księgi gór i mórz

Zhulong (燭龍, pinyin Zhúlóng, Wade-Giles Chu-lung) lub Zhuyin (燭陰, pinyin Zhúyīn, Wade-Giles Chu-yin) – jedno z najstarszych bóstw w mitologii chińskiej, będące sprawcą następstwa dnia i nocy, pór roku oraz wiatru. Jego imię Zhulong znaczy dosłownie „Smok z pochodnią”, zaś Zhuyin oznacza „Rozjaśniającego Mrok”.
Według klasycznych tekstów chińskich mieszka w dalekiej krainie na północnym zachodzie, według Huainanzi we Wrotach Dzikich Gęsi (Yanmen) na stokach góry Weiyu. Do krainy tej nigdy nie dociera słońce, dlatego Zhulong trzyma w pysku pochodnię, którą rozjaśnia mrok. Przedstawiany jest jako beznogi smok o czerwonej skórze z ludzką głową. Nigdy nie śpi, a także nie je i nie pije. Według Huainanzi gdy smok zamyka powieki, na ziemi nastaje noc; gdy je otwiera, zaczyna się kolejny dzień. Jego oddechy powodują z kolei powstawanie wiatrów.